# Juniperus phoenicea
Juniperus phoenicea (яловець фінікійський) — вид хвойних рослин родини кипарисових.

## Поширення, екологія

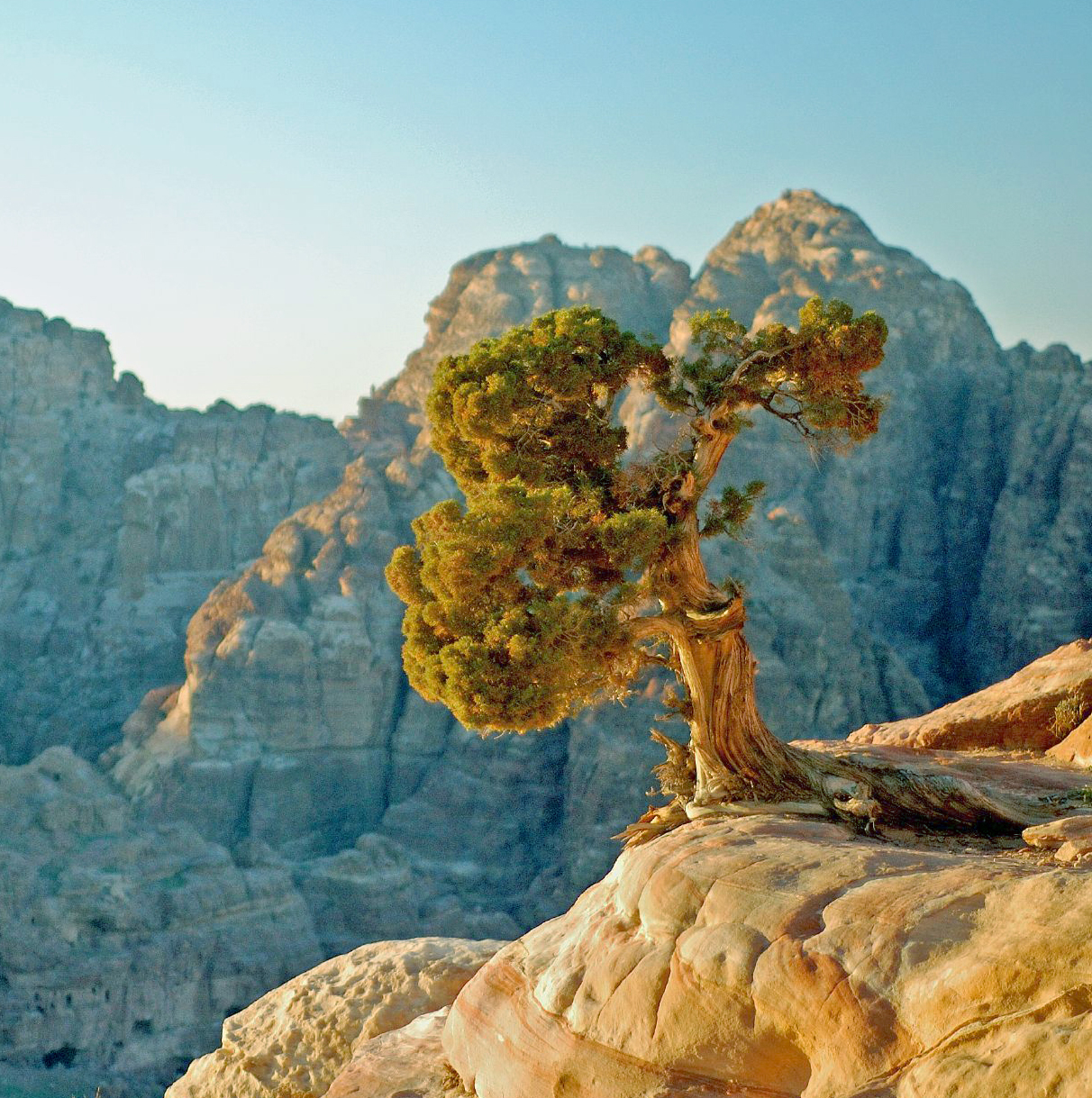
Juniperus phoenicea в Петрі, Йорданія

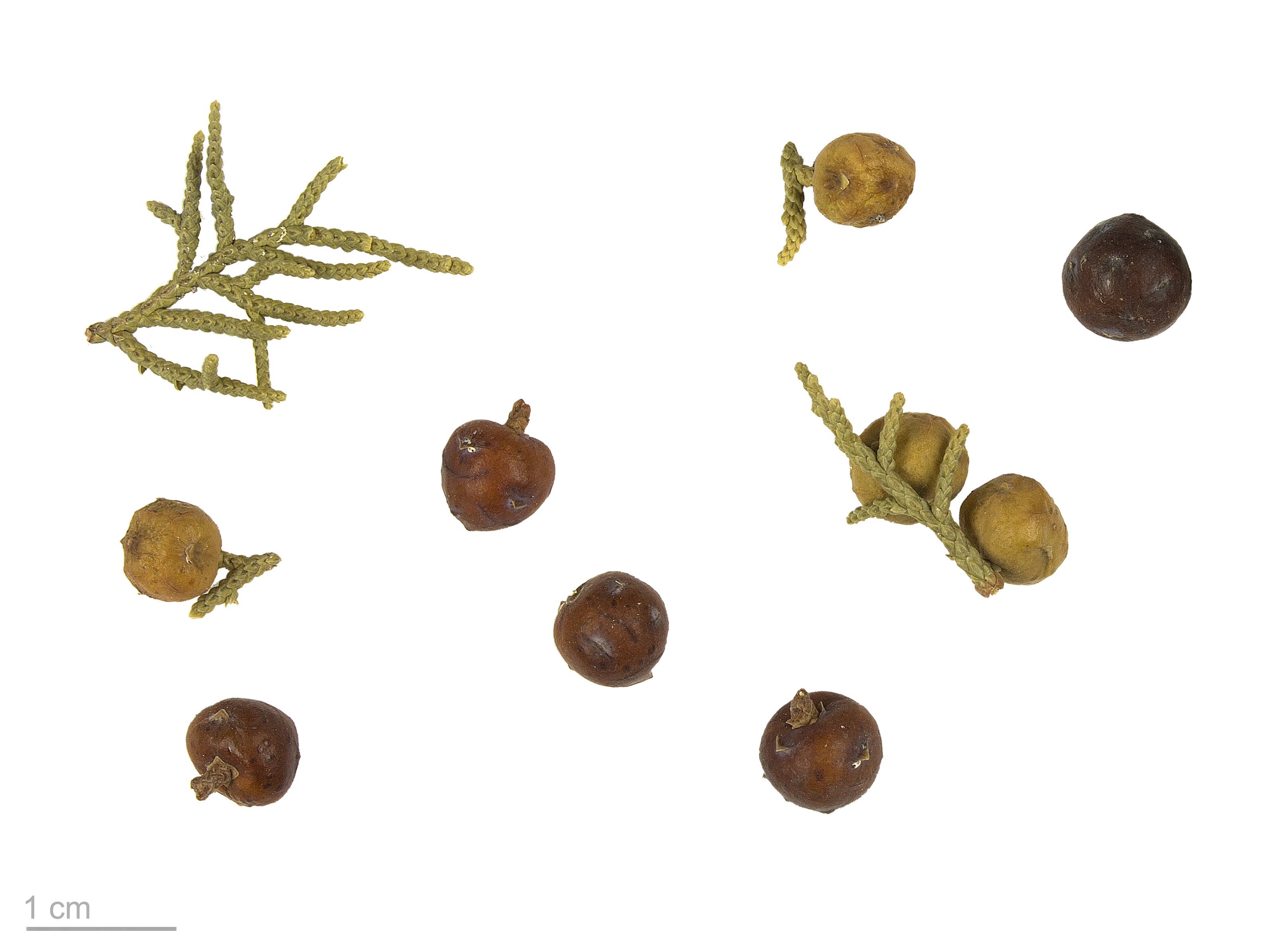
Juniperus Phoenicea — Тулузький музей

Це найпоширеніший і загальний ялівець в Середземномор'ї: Албанія, Алжир, Андорра, Кіпр, Єгипет, Франція (Корсика), Гібралтар, Греція (острови Егейського моря, Крит), Італія (Сардинія, Сицилія), Ліван, Лівія, Монако, Чорногорія, Марокко, Португалія, Саудівська Аравія, Іспанія (Балеарські острови, Канарські острови), Сирія, Туніс, Туреччина. Росте на сухих, кам'янистих ґрунтах, вапнякових виходах або піщаних дюнах на висотах між 1 м і 2400 м над рівнем моря. Цей вид зазвичай асоціюється з Pinus halepensis, Pinus brutia, Quercus ilex, Pistacea lentiscus, Cistus, Olea europaea, Lavandula, Artemisia herba-alba, і багатьма іншими. Існує переважно на вапняку, але гранітна порода, пісковик, змійовик, вулканічні породи і піщані дюни, також згадуються як субстрати. Клімат середземноморський, із сухим і спекотним літом.

## Морфологія
Чагарник або невелике дерево до 6 (10) м заввишки. Крона щільна, конічна. Кора темно-коричнева. Пагони дуже тонкі, близько 1 мм в діаметрі, округлі. Листки лускоподібні, і голчасті на молодих рослинах; лускоподібне листя росте по 2 або 3, темно-або синьо-зелене, 1 мм; голчасті листки в ростуть по 3, довжиною близько 6 мм, з 2 жиловими смугами на обох поверхнях. Однодомний або дводомний. Фрукти кулясті, близько 1 см в поперечнику, блискучі, жовтуваті або червонувато-коричневі, на стеблі довжиною близько 5 мм, дозрівають на другий рік, з 3—9 насінинами.

## Використання
Цей вид рідко береться для вирощування в країнах Середземномор'я і всього кількох сортів були названі. Деревина використовується в Алжирі й Тунісі для будівництва, стовпів і дров; і в більшості інших областей, має мало економічної цінності. Червонуваті й більш-менш соковиті шишки (ягоди) можна використовувати в приготуванні їжі та алкогольних напоїв.

## Загрози та охорона
Ніяких конкретних загроз не було визначено для цього виду. Цей вид присутній у багатьох охоронних територіях.